# District de Sohbatpur
Le district de Sohbatpur ou Sohbat Pur (en ourdou : صحبت پور) est une subdivision administrative de la province du Baloutchistan au Pakistan. Créé en 2013 à partir de Jafarabad, le district a pour capitale Sohbatpur et est situé à la frontière avec la province du Sind. 
Le district est essentiellement rural et peu développé, alors que sa population vit principalement de l'agriculture. Il est peuplé de quelque 200 000 habitants en 2017. Les habitants sont majoritairement baloutches et brahouis.

## Histoire

Le Premier ministre Mir Hazar Khan Khoso inaugure le district.

Le district de Sohbatpur a été créé en mai 2013 par le Premier ministre Mir Hazar Khan Khoso, alors qu'il était auparavant un tehsil inclus dans le district de Jafarabad. Toutefois, en 2020, les administrations du district ne sont pas encore toutes fonctionnelles faute de financement, et les habitants sont toujours contraints de se rendre à Dera Allah Yar, leur ancien chef-lieu de district.

## Démographie
Lors du recensement de 1998, la population du tehsil de Sohbatpur a été évaluée à 141 527 personnes, alors qu'il était inclus au sein du district de Jafarabad. Le recensement suivant mené en 2017 pointe une population de 200 538 habitants, soit une croissance annuelle moyenne de 1,9 %, inférieure aux moyennes provinciale et nationale de 3,4 % et 2,4 % respectivement. Le taux d'urbanisation se situe alors à 6,4 %, contre 5,8 % en 1998.
Le district est principalement peuplé par des tribus baloutches parlant baloutchi ou brahoui.

## Administration
Le district est divisé en trois tehsils ainsi que 18 Union Councils.
| Tehsil    | Population (rec. 2017) |
| --------- | ---------------------- |
| Balanari  | 58 232                 |
| Sanhri    | 88 881                 |
| Sohbatpur | 53 425                 |

La capitale Sohbatpur est la plus grande ville du district, et seule localité du district à être considérée comme urbaine par les autorités de recensement.
| Ville     | Population (rec. 2017) |
| --------- | ---------------------- |
| Sohbatpur | 80 908                 |

## Économie et éducation
Principalement rurale, la population du district vit surtout de l'agriculture. On y produit surtout du blé, du riz, du maïs ainsi du citron, des mangues et des dattes notamment.
Les services publics sont peu développés dans le district, notamment les infrastructures scolaires qui sont manquantes. Seuls 44 % des enfants sont scolarisés dans le primaire en 2013, et ce taux baisse à 31 % pour l'enseignement secondaire. Pour le journal Dawn, les méthodes d'enseignement restent archaïques et aucune école ne dispose d'outils numériques. Les infrastructures de santé sont également inexistantes.

## Politique
Depuis le redécoupage électoral de 2018, le district partage avec le district de Jafarabad la circonscription no 261 pour l'Assemblée nationale et est pleinement représenté par la circonscription 15 de l'Assemblée provinciale. Lors des élections législatives de 2018, elles sont remportées par un candidat du Mouvement du Pakistan pour la justice et un du Parti baloutche Awami.
| Parti                                      | Voix   | %       |
| ------------------------------------------ | ------ | ------- |
| Parti baloutche Awami                      | 17 757 | 45,63 % |
| Parti national                             | 9 223  | 23,70 % |
| Mouvement du Pakistan pour la justice      | 6 094  | 15,66 % |
| Parti du peuple pakistanais                | 4 664  | 13,34 % |
| Autres partis                              | 616    | 1,76 %  |
| Indépendants                               | 560    | 1,60 %  |
| Total exprimés (participation : 44,94 %)   | 38 914 | 100 %   |
| Source : Commission électorale du Pakistan |        |         |